# HD18252
HD18252 — хімічно пекулярна зоря спектрального класу A3, що має видиму зоряну величину в смузі V приблизно  6,9.
Вона  розташована на відстані близько 234,8 світлових років від Сонця.